# Dremelspitze
De Dremelspitze is een 2733 meter hoge bergtop in de Lechtaler Alpen in de Oostenrijkse deelstaat Tirol. De top kan beklommen worden vanuit Häselgehr in het Lechtal of vanuit Zams in het Oberinntal. De top ligt tussen de Hanauer Hütte en de Steinseehütte. Vanaf beide hutten kan men in ongeveer twee uur naar de Vordere of Westliche Dremelscharte op 2434 meter hoogte klimmen.
De makkelijkste klim naar de top (moeilijkheidsgraad II volgens de Alpenvereinsführer) loopt over de roodgemarkeerde Purtscheller-route. Voor de tocht vanaf de Vordere Dremelscharte naar de top wordt twee uur gerekend. In de nabijheid van de huidige markering liggen de resten van een oudere, eveneens rode markering. Deze geldt echter niet meer. Verder zijn er talrijke tochten naar de top van de Dremelspitze die over broos gesteente lopen. Deze zijn veelal niet geliefd bij bergbeklimmers.